# 诺州
诺州，唐朝时设置的州。
贞观五年（631年）置，治所在诺川县（至今四川省松潘县黄胜关北）。辖境相当今四川省松潘县一带。后因地入吐蕃，侨治庆州（治所在今甘肃省庆城县）境内，寻废。